# Corpos cetônicos
Os corpos cetônicos (português brasileiro) ou corpos cetónicos (português europeu) são três substâncias solúveis em água que são produtos derivados da quebra dos ácidos graxos, a quebra ocorre no fígado durante períodos de baixa ingestão de alimentos (jejum), dieta de restrição de carboidratos, exercícios intensos prolongados, alcoolismo ou em diabetes mellitus tipo 1 não tratada. São usados como fonte de energia no coração, no cérebro e no tecido muscular. No cérebro são fonte vital de energia durante um jejum de pelo menos 24 horas.
Ao contrário do que o nome "corpos" pode sugerir, eles são componentes solúveis, não partículas. São três os corpos cetônicos:
- acetoacetato
- acetona
- β-hidroxibutirato

O beta-hidroxibutirato não é tecnicamente uma cetona (é chamado de corpo cetônico porque ele é derivado de cetonas), é na verdade um ácido carboxílico.
A reação entre acetoacetil-CoA e acetil-CoA resulta na produção de 3-hidroxi-3-metilglutaril-CoA (HMG-CoA), essa reação é catalisada pela enzima HMG-CoA-sintase. Posteriormente ocorre a quebra de HMG-CoA catalisada pela HMGCoA-liase resultando na formação de acetoacetato e acetil-CoA. O acetoacetato é capaz de entrar diretamente na corrente sanguínea, mas pode também pode ser reduzido pela β-hidroxibutirato-desidrogenase à D-β-hidroxibutirato, e então entrar na corrente sanguínea, a reação da desidrogenase é reversível e responsável por interconverter os corpos cetônicos, cuja existência é determinada pelo equilíbrio da razão NADH/NAD+ da matriz mitocondrial. Em condições normais a razão de β-hidroxibutirato e acetoacetato no sangue é de 1∶1 aproximadamente. A descarboxilação espontânea é um destino alternativo do acetoacetato, onde ocorre sua quebra em acetona e dióxido de carbono.

## Produção

Acetil-CoA

Os corpos cetônicos são produzidos a partir do acetil-CoA (veja cetogênese) principalmente na matriz mitocondrial das células do fígado quando os carboidratos estão tão escassos que a energia deve ser obtida através da quebra dos ácidos graxos.
A acetona é formada a partir da descarboxilação espontânea do acetoacetato. De uma maneira correspondente, os níveis de acetona são muito menores do que ou níveis dos outros dois tipos de corpos cetônicos. E ao contrário dos outros dois, a acetona não pode ser convertida de volta a acetil-CoA, então ela é excretada na urina e exalada (ela pode ser exalada devido a sua alta pressão de vapor e conseqüentemente evapora facilmente). A exalação de acetona é responsável por um odor característico na respiração de pessoas em estados cetóticos.